# Герб лена Кальмар
Герб лена Кальмар (швед. Kalmars läns vapen) — герб современного административно-территориального образования лена Кальмар, Швеция.

## История
В 1930-х годах лен Кальмар использовал герб из двух полей. Новый вариант имел четыре поля. Он утверждён в 1944 году.

## Описание (блазон)
Щит рассечён и пересечён, в первом и четвёртом золотых полях червлёный лев с лазоревым вооружением, держащий в передних лапах червлёный арбалет с чёрным луком и серебряным наконечником, во 2-м и 3-м лазоревых полях — золотой олень с червлёными рогами, воротником, языком и копытами.

## Содержание
В гербе лена Кальмар объединены символы ландскапов Смоланд и Эланд.
Герб лена может использоваться органами власти увенчанный королевской короной.

Герб лена Кальмар до 1944 года
Герб Смоланда
Герб Эланда
Герб лена с королевской короной